# California Citizens Redistricting Commission

Kaart van de door de commissie hertekende congresdistricten voor het 113e Amerikaans Congres.

De California Citizens Redistricting Commission is een commissie in de Amerikaanse staat Californië die belast is met het bepalen van de grenzen van kiesdistricten in de staat, met name die voor de Senaat van Californië, het State Assembly en het State Board of Equalization. Doordat kiezers in november 2010 Proposition 20 goedkeurden, werd de commissie ook belast met het hertekenen van de congresdistricten van Californië. De commissie was twee jaar eerder in het leven geroepen door een ander referendum, Proposition 11. 
De commissie telt 14 burgerleden en bestaat uit vijf Democraten, vijf Republikeinen en vier leden die bij geen van beide partijen horen. De eerste leden werden in november en december 2010 geselecteerd en werd gevraagd de kaarten te voltooien voor 15 augustus 2011. De kaarten werden op tijd afgewerkt en gestemd door de commissie. De hertekende districten werd op 12 juni 2012 in gebruik genomen voor de voorverkiezingen. Onafhankelijke studies van het Public Policy Institute of California, National Journal en Ballotpedia hebben uitgewezen dat de congresdistricten van Californië nu tot de competitiefste van het land behoren.

## Criteria voor de hertekening van districten
Volgens artikel XXI van de grondwet van Californië, geamendeerd door referenda 11 (2008) en 20 (2010), moeten de commissieleden bij het tekenen van congresdistrict rekening houden met onderstaande criteria, in de opgegeven volgorde:
1. Population Equality: elk district moet, in overeenstemming met de grondwet van de Verenigde Staten, een zo gelijk mogelijke bevolking hebben;
2. Federal Voting Rights Act: in ieder district moeten minderheden gelijke kansen hebben om de kandidaat van hun keuze te verkiezen;
3. Geographic Continuity: het land binnen een district moet aaneengesloten zijn, met uitzondering van eilanden;
4. Geographic Integrity: in elk district moet ernaar gestreefd worden om zo weinig mogelijk steden, county's, wijken of gemeenschappen met gelijke belangen te splitsen;
5. Geographic Compactness: voor zover haalbaar, mogen districten geen nabij gelegen gemeenschappen passeren om verder gelegen gemeenschappen op te nemen;
6. Nesting: voor zover haalbaar, moet elk district voor de staatssenaat twee volledige Assembly-districten omvatten, en moeten Board of Equalization-districten elk tien senaatsdistricten omvatten.

Daarnaast mogen de commissieleden geen rekening houden met de huidige verkozenen of de posities van kandidaten of partijen. De grondwet stipuleert ook dat de commissie een "open en transparant proces" moet houden, met inbreng van het bredere publiek. De commissie heeft dat ook gedaan en heeft in 34 hoorzittingen zo'n 2700 burgers, alsook verenigingen, aan het woord gelaten.